# Comunità montana Valle Imagna
La Comunità montana Valle Imagna è una comunità montana della provincia di Bergamo in Lombardia. Comprende 16 comuni della Valle Imagna.

## Comuni
I comuni che appartengono alla comunità montana sono:
- Almenno San Bartolomeo
- Almenno San Salvatore
- Barzana
- Bedulita
- Berbenno
- Brumano
- Capizzone
- Corna Imagna
- Costa Valle Imagna
- Fuipiano Valle Imagna
- Locatello
- Palazzago
- Roncola
- Rota d'Imagna
- Sant'Omobono Terme
- Strozza

## Consiglio direttivo
- Roberto Facchinetti - presidente
- Sibella Maria Teresa - assessore a turismo, cultura, sport, EXPO
- Capelli Corrado - assessore a lavori pubblici
- Fenaroli Luigi - assessore a agricoltura, protezione civile
- Invernizzi Sergio - assessore a bilancio, personale